# 潘诺尼亚罗曼语
潘诺尼亚罗曼语是罗马帝国的衰落后，罗马化了的凯尔特人和伊利里亚人所说的语言，主要分布在潘诺尼亚，在今日的维也纳和贝尔格莱德之间。当时好几部编年史都提到了罗马化的人群，但在今日的语言和史料里面几乎见不到他们的痕迹。
匈人、日耳曼人、阿瓦尔人、斯拉夫人、突厥语族群和马扎尔人的接连入侵，促使当地人不断向外移民，极大地影响了潘诺尼亚罗曼语的生存。潘诺尼亚罗曼语在一些偏僻的居民点可能一直存活到10世纪。潘诺尼亚罗曼语的消逝与不列颠拉丁语、非洲罗曼语和摩泽尔罗曼语的衰亡过程十分相似，都只撑过了几个世纪。

## 历史
在北边的古潘诺尼亚省地域，有一支罗曼人群一直生活到6世纪之后。他们所说的“方言”究竟分化自东部还是西部拉丁语，至今仍是没有定论的问题。
潘诺尼亚的罗马化人群（历史学家特奥多尔·蒙森估计，4世纪时约有20万人）在匈人、哥特人、阿瓦尔人等族群的入侵下存活了下来，到6世纪时人数减少到几千左右，大多生活在如凯斯特海伊、Fenékpuszta的设防村庄里。
5世纪之后，在潘诺尼亚的佩奇、肖普朗、松博特海伊、多瑙新城等地，仍有很多当地人操通俗拉丁语的方言。这些城镇残有一些刻有拉丁语的基督教遗迹。当时的巴拉顿湖西岸，形成了一个以手工业工匠为主体的独特社会，也称作凯斯特海伊文化。属于这个文化的有超过6000座工人坟墓及大批陪葬品。
在潘诺尼亚、雷蒂亚（今日巴伐利亚及瑞士）和诺里库姆（今日奥地利）等地的多瑙河干流沿岸地区，罗曼语方言随着日耳曼和斯拉夫人的入侵逐渐消亡了，但在潘诺尼亚省地域巴拉顿湖沿岸，一些由高水平手工业工匠组成的罗曼语族群幸存了下来。
这片土地的名义所有者在匈人、格皮德人、伦巴第人、阿瓦尔人、摩拉维亚人和法兰克人之间几经辗转。一部分罗曼语人群可能在568年随着伦巴第人沿着琥珀之路迁去了意大利。《法兰克王家年代记》等文献记录了通过传教将潘诺尼亚整合进法兰克王国的尝试，《匈牙利人事迹》描述了10世纪匈牙利人征服喀尔巴阡盆地的过程，以及马扎尔人到达潘诺尼亚之后4个族群的变化。在《关于领袖与鲁塞尼亚人之间的和平》（De pace inter ducem et ruthenos）一章中，作者提及了斯拉夫人和保加尔人（“突厥人”），并特别提及弗拉赫人和潘诺尼亚罗曼人是不同的种族。
[Sed rogauerunt almum ducem, ut dimissa terra galicie, ultra siluam Houos uersus occidentem in terram pannonie descenderent, que primo athila regis terra fuisset. Et laudabant eis terram pannonie ultra modum esse bonam. Dicebant enim, quod ibi confluerent nobilissimi fontes aquarum, danubius et tyscia, et alij nobilissimi fontes bonis piscibus habundantes. Quem terram habitarent sclauij, Bulgarij et Blachij, ac pastores romanorum. Quia post mortem athila regis terram pannonie romani dicebant pascua esse, eo quod greges eorum in terra pannonie pascebantur. Et iure terra pannonie pascua romanorum esse dicebatur, nam et modo romani pascuntur de bonis Hungarie.] 错误：{{Lang}}：無法辨識私有標籤 medieval（帮助）
译文：他们请求好施舍的领袖，让他们离开加利西亚的土地，向西穿过Houos森林，到潘诺尼亚的土地，这里曾经是阿提拉国王的土地。他们夸赞潘诺尼亚的土地极其优良。他们说，那里汇集了最优秀的水源，有着多瑙河和提斯河，以及其他富含优质鱼类的优秀水源。“这里居住着斯拉夫人、保加尔人和布拉奇人（即弗拉赫人），以及罗马牧民。”因为在阿提拉国王去世后，罗马人把潘诺尼亚当成牧场，他们的羊群漫步在潘诺尼亚的土地上。潘诺尼亚的土地被认为是罗马牧场的合法所有，因为现在罗马人在匈牙利的优质牧场中放牧。
墓志铭及对语言的描述在9世纪初消失了。凯斯特海伊文化消亡了，潘诺尼亚罗曼语也大概在这之后不久彻底消失。
有研究者指出，与潘诺尼亚罗曼语联系最紧密的分支是东罗曼语支巴尔干罗曼语。也有人认为，其与克罗地亚沿海的达尔马提亚语有许多共同点。

## 地理分布与消亡
潘诺尼亚罗曼语使用的时空范围可以从传世文献、墓志铭、考古遗迹中由罗曼语工匠打造的器具和房屋上的铭文、后代语言和民俗文化中的残留大致推定出来。

### 内陆潘诺尼亚
潘诺尼亚罗曼语的使用范围以匈牙利西部的巴拉顿湖一带为中心，主要的城镇有凯斯特海伊与Fenékpuszta。

### 多瑙河中下游
6世纪潘诺尼亚可见的罗马化坟墓分布在：佩奇（Sopianae），可能分布在圣安德烈（Castra Constantia）和维谢格拉德（Pote Navata），但并不清楚阿瓦尔语和斯拉夫语对其造成了多大影响。8世纪之前，多瑙新城一带的使用者们就陆续消失或被同化早期的斯拉夫和阿瓦尔人聚落集中在布达以南的多瑙河沿岸，6世纪之后才逐渐向更上游的罗曼城镇扩张。

### 多瑙河上游
由出土钱币和墓志铭可知，在斯拉夫和阿瓦尔人向多瑙河上游扩张时，上潘诺尼亚的城镇仍有着坚实的罗曼语人群基础。Tokod的人口在5世纪发生了可观的下降，但到6世纪也还维持着相当的规模。5世纪，在匈人统治开始时，卡农顿（Carnuntum）的人口发生过暴跌，Ammianus Marcellinus作为目击者记录了这一事件。6世纪文多波纳（今日维也纳）的罗曼语墓志铭可见，这一地区的剩余人口迁徙到后来的多瑙河畔海恩堡，或是沿着多瑙河接着往上游迁徙。虽然维也纳的人口没有发生过大规模的替换，但6世纪之后最后一支罗曼语部族究竟何时消亡，也已经不可考了。Tullnina河沿岸的地名证明，在多瑙河畔图尔恩以上的乡村地带，长期生活着罗曼语族群。许多罗曼地名都保留了下来，如蔡瑟尔毛埃尔-沃尔夫帕辛的前半部分（Zeizinmure）；即后来的维也纳；加洛林时代记为或[Comagenus mons] 错误：{{Lang}}：無法辨識私有標籤 medieval（帮助）的维也纳林山；[Vita S. Severini] 错误：{{Lang}}：無法辨識私有標籤 medieval（帮助）记录的8世纪劳里亚库姆罗曼人迁徙，等等。

### 琥珀之路
松博特海伊、肖普朗、海吉克和新锡德勒湖畔奥高可见6世纪之前的罗曼铭文坟墓。

## 语言
在Fenekpuszta（凯斯特海伊）...考古发掘发现，有一组遗迹可能属于信仰基督教的罗曼人...有的器物，如金别针上面带有人名之类，说明在（蛮族入侵之后的）Fenekpuszta还留下了些罗曼文化的族群...&

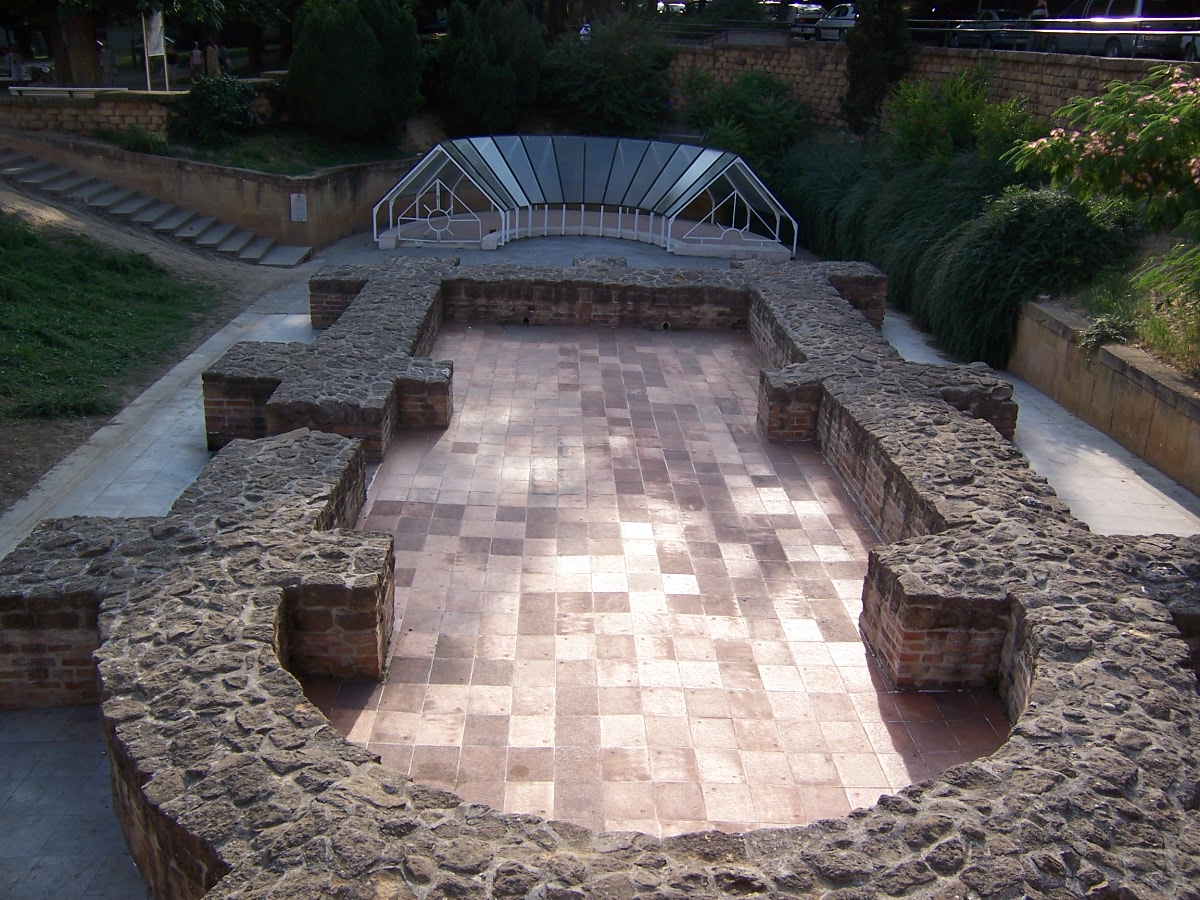
5世纪基督教教堂遗迹，佩奇

奥地利语言学家Julius Pokorny认为，凯斯特海伊（匈牙利語發音：['kεst.hεj]）这个地名可能和伊斯特拉-威尼斯语的“城堡”有关，可能来自潘诺尼亚罗曼语。
据罗马尼亚语言学家Alexandru Rosetti，潘诺尼亚罗曼语可能给巴尔干罗曼语的“拉丁底层”输送了不少核心词汇。
有学者认为，潘诺尼亚罗曼语缺乏足够的存在证据，没有已知的成文文本。但据Árthur Sós，在凯斯特海伊文化的那6千多块墓志铭中，存在一些来自通俗拉丁语的词汇，这与金别针上的意义相仿。

## 书目
- Du Nay, Andre. The Origins of the Rumanians—The early history of the Rumanian language. Matthias Corvinus Publishing. Toronto,1996
- Magdearu, Alexandru. Românii în opera Notarului Anonym. Centrul de Studii Transilvane, Bibliotheca Rerum Transsylvaniae, XXVII. Cluj-Napoca 2001.
- Mócsy, András. Pannonia and Upper Moesia: a history of the middle Danube provinces of the Roman Empire. Publisher Routledge. London, 1974 ISBN 0-7100-7714-9
- Mommsen, Theodore. The Provinces of the Roman empire. Barnes & Noble Books. New York 2003
- Remondon, Roger. La crise de l’Empire romain. Collection Nouvelle Clio – l’histoire et ses problèmes. Paris 1970
- Rosetti, Alexandru. "History of the Romanian language" (Istoria limbii române), 2 vols., Bucharest, 1965–1969.
- Sós, Árthur/Salamon Á. Cemeteries of the Early Middle Ages (6th-9 th c.) at Pókaszepetk. Ed by. B. M. Szőke. Budapest 1995.
- Szemerényi, Oswald. Studies in the Kinship Terminology of the Indo-European Languages. Leiden 1977
- Tagliavini, Carlo. Le origini delle lingue neolatine. Patron Ed. Bologna 1982